# Skellefteå ångbryggeri
Skellefteå ångbryggeri, tidigare Skellefteå bryggeribolag, var ett bryggeri i centrala Skellefteå verksamt 1853 till 1976. Vid bryggeriet tillverkades lager, pilsner och porter. Senare även svagdricka och läskedryck.
Företaget uppgick 1963 i Västerbottensbryggerier AB, vilket gick upp i Norrlands bryggerier AB 1970. Norrlands Bryggerier AB gick upp i Till-bryggerierna 1972. Produktionen i Skellefteå fortsatte till 1976. Dess lokaler revs 1984.

## Historia

### Skellefteå bryggeribolag
Hovkamrerare Nils Clausén köpte tomt 117 på dåvarande Sjögatan, nuvarande Strandgatan, i Skellefteå stad den 17 september 1847. Tomten såldes till Seth Michael Franzén den 1 mars 1855. Markförhållandena var dock inte lämpade för verksamhet och man tilläts fylla marken med jord och sten för att få en framkomlig väg till Sjögatan. Samma år grundade samma Franzén Skellefteå bryggeribolag. I en annons i Skellefteå tidning sa man att man skulle erbjuda färsköl inför julen och skrev att:
| ” | Det ska giva märg i benen sedan dessa i många år blivit fördärvade av det fördärvliga brännvinet | „ |

Bryggeriet var det första i både Norrbotten och Västerbotten, dess försäljningsområde omfattade därför flera av Norrlands kuststäder. Inledningsvis tillverkades svensköl och bayerskt öl samt bayersk porter. Det sades att vattnet i Skellefteälven var rent och gott och ölet fick ett gott rykte.
Den förste disponenten på bryggeriet var stockholmaren Carl Johan Vall. Verksamheten köptes 1857 av Olof Christian Häggbom.
På 1880-talet hade bryggeriet sex arbetare och dess tillverkningsvärde uppgick till 22 500 kr, vilket motsvarade 1 478 947 kr 2023. Bryggmästare var då Pehr Pettersson från Umeå medan C O Brandt var föreståndare och skötte försäljningen.
Bryggeriet hade bland annat åtagit sig att hålla varmvatten till brandkåren i händelse av bränder vintertid. Detta eftersom vattnet annars frös i de primitiva slangarna. Detta ställdes på sin spets vintern 1892 när det började brinna i en fastighet på Nygatan, i närheten av nuvarande Vintergatan. Alla pannor var då fyllda med maltstark öl, vilken då fick forslas på fat från bryggeriet till brandplatsen. Stora mängder öl sprutades på elden som spred sig till grannfastigheten. Bränderna kunde dock släckas med hjälp av öl och snö.

### Skellefteå ångbryggeri
Skellefteå bryggeribolag bytte namn till Skellefteå ångbryggeri 1893, en signal om att det var ett modernt bryggeri. År 1897 hade företaget två firmatecknare: Erik Helmer Häggbom och Börje Lagergren.
Konsul Sten Herman Anre (1867–1929) från Norra Råda i Värmlands län köpte 31 aktier i bolaget 1902. Han blev därefter bryggeriets disponent och erhöll för detta en lön på 5 000 kr per år, vilket motsvarade 327 392 kr 2023, samt fri bostad. Häggboms arvingar sålde bryggeriet 1903.
Bryggeriets timmerbyggnader brann ner vintern 1917. Disponentbostaden och kontoret undslapp dock branden. Efter branden byggdes lokalerna upp successivt, denna gång i tegel. År 1929 uppfördes ett jäshus och året därpå ett brygghus i två våningar. Brygghuset förlades nu intill kajen och rymde även vatten och läskedrycksfabrik. Vägg i vägg med bryggeriet låg isboden. Bryggeriet förenades med kölnan (torkrum för malt), mälteriet, lagerrummen samt skölj- och tappningslokalerna genom en portgång mot norr. Häst och vagn användes för utkörning av öl och dricka. Dessa ersattes senare med lastbilar, 1936 hade man sju bilar och byggde då ett garage. Både garage och stall var belägna norr om Storgatan.
Svagdricka tillkom i sortimentet 1943 och fem år senare tillkom en ny tappmaskin. Den nya tappmaskinen hade kapacitet på 7 200 flaskor per timme.
1950- och 1960-talen beskrivs av Skellefteå museum som bryggeriets glansdagar. Företaget leverera varor i orangefärgade bilar till olika kunder. SVT skriver att "Den klassiska skelleftepilsnern, med stora bubblor i skummet, hade mycket gott rykte. Ändå blev produktionen för liten och olönsam". Framförallt blev konkurrensen från Carnegie Porter för stor.

### Västerbottensbryggerier AB
Bryggeriet såldes 1963 till en sammanslutning av bryggerier i Ångermanland, vilket inkluderade bryggerierna Själevads Bryggeri, Sollefteå Bryggeri, Sundsvalls Bryggeri och Östersunds Bryggeri. Skellefteå ångbryggeris produkter och produkter från Umeå ångbryggeri KB började säljas under namnet Västerbottensbryggerier AB. Skellefteå ångbryggeri hade cirka 80 anställda under 1960- och 1970-talen. Produktionen uppgick då till cirka 90 000 flaskor läskedrycker per dag, ej inräknat produktionen av öl, porter och svagdricka. Mellanölet började tillverkas den 1 oktober 1965.

### Norrlands bryggerier AB
Företaget ombildades 1970 till Norrlands bryggerier AB vilket uppgick i Tillbryggerierna AB (senare Falcon) två år senare. År 1973 slutade man tillverka öl i bryggeriet i Skellefteå och tre år senare lades även tillverkningen av läskedrycker ner. Hela produktionen upphörde 1976 och byggnaderna revs 1984.